# 부여 삼충사
부여 삼충사(扶餘 三忠祠)는 충청남도 부여군 부여읍에 있는, 백제 시대의 충신이었던 성충, 흥수, 계백을 기리기 위해 지은 사당이다. 1984년 5월 17일 충청남도의 문화재자료 제115호로 지정되었다.

## 개요
백제의 충신인 성충, 홍수, 계백의 충절을 기리기 위하여 1957년에 세운 사당이다. 성충은 백제 의자왕 때 좌평으로 잘못된 정치를 바로잡기 위해 애쓰다가 투옥되어 식음을 전폐하고 죽은 충신이다. 흥수는 나당연합군이 공격해오자 탄현을 지키라고 의자왕에게 간곡하게 당부하였던 것으로 유명하다. 계백은 신라 김유신장군의 5만군이 황산벌로 쳐들어오자 5천 결사대로 싸우다 황산벌에서 장렬히 죽은 장군이다.

## 같이 보기
- 성충
- 흥수
- 계백

## 참고 자료
- 삼충사 - 국가유산청 국가유산포털